# Knight nyomozó – Az öntörvényű
A Knight nyomozó – Az öntörvényű (eredeti cím: Detective Knight: Rogue) 2022-ben bemutatott amerikai akciófilm, melyet Edward John Drake írt és rendezett. A főbb szerepekben Bruce Willis, Lochlyn Munro és Jimmy Jean-Louis látható.
2022. október 21-én mutatta be a Lionsgate korlátozott számú moziban és Video on Demand szolgáltatáson keresztül. Két folytatás követte, a Knight nyomozó 2. – Megváltás (2022) és a Knight nyomozó 3. – Függetlenség (2023).

## Cselekmény
Los Angelesben négy maszkos fegyveres kirabol egy pénzszállító autót. Tűzharcba keverednek a hatóság embereivel, és súlyosan megsebesítik James Knight nyomozó társát, Fitzet. A rablók – Casey, a csapat vezetője, a forrófejű Mercer, Mike, Casey legjobb barátja, valamint Sykes, a csapat egyetlen nőtagja – New Yorkba menekülnek. Knight megtudja Sango rendőrtiszttől, hogy az egész országban történnek hasonló rablások. Minden érintett városban feltűnt egy repülőgép, mely egy Winna nevű cégtulajdonosé, akik Knight régebb óta ismer.
Knight nyomozásba kezd, mialatt a rablók újabb akcióra készülnek.

## Szereplők
| Szerep          | Színész                         | Magyar hang         |
| --------------- | ------------------------------- | ------------------- |
| James Knight    | Bruce Willis                    | Dörner György       |
| Eric Fitzgerald | Lochlyn Munro                   | Czvetkó Sándor      |
| Anna Shea       | Miranda Edwards                 | Kiss Eszter         |
| Rhodes          | Beau Mirchoff                   | Fehér Tibor         |
| Mercer          | Corey Large                     | Rába Roland         |
| Brigga          | Johnny Messner                  | Petridisz Hrisztosz |
| Nikki Sykes     | Keeya King (Keeya Keeyes néven) | Mikecz Estilla      |
| Winna           | Michael Eklund                  | Széles Tamás        |
| Godwin Sango    | Jimmy Jean-Louis                | Kálid Artúr         |
| Mike Rochester  | Trevor Gretzky                  | Kis Horváth Zoltán  |
| Lily            | Hunter Daily                    | Gáspár Kata         |
| Clara           | Alice Comer                     | Prokópius Maja      |
| Ricky Conlan    | Paul Johansson                  |                     |
| Dajon           | Cody Kearsley                   |                     |

## Fordítás
- Ez a szócikk részben vagy egészben  a   Detective Knight: Rogue című angol Wikipédia-szócikk ezen változatának fordításán alapul.  Az eredeti cikk szerkesztőit annak laptörténete sorolja fel. Ez a jelzés csupán a megfogalmazás eredetét és a szerzői jogokat jelzi, nem szolgál a cikkben szereplő információk forrásmegjelöléseként.